# イシュタル (小惑星)
イシュタル (7088 Ishtar) は、アモール群の小惑星である。パロマー天文台のキャロライン・シューメーカーが発見した。
古代メソポタミアの性愛、戦、金星の女神、イシュタルに因んで命名された。

## 衛星
2006年1月23日から29日にかけてオンドレヨフ天文台で行われたライトカーブの観測によると、この小惑星は直径約600mの衛星を持っているとみられる。衛星は長半径約3kmの軌道を、20.65±0.02時間の周期で回っている。